# 5474 Gingasen
5474 Gingasen è un asteroide della fascia principale. Scoperto nel 1988, presenta un'orbita caratterizzata da un semiasse maggiore pari a 2,3836523 UA e da un'eccentricità di 0,0674523, inclinata di 6,14507° rispetto all'eclittica.